# پرستودریایی بال‌سفید

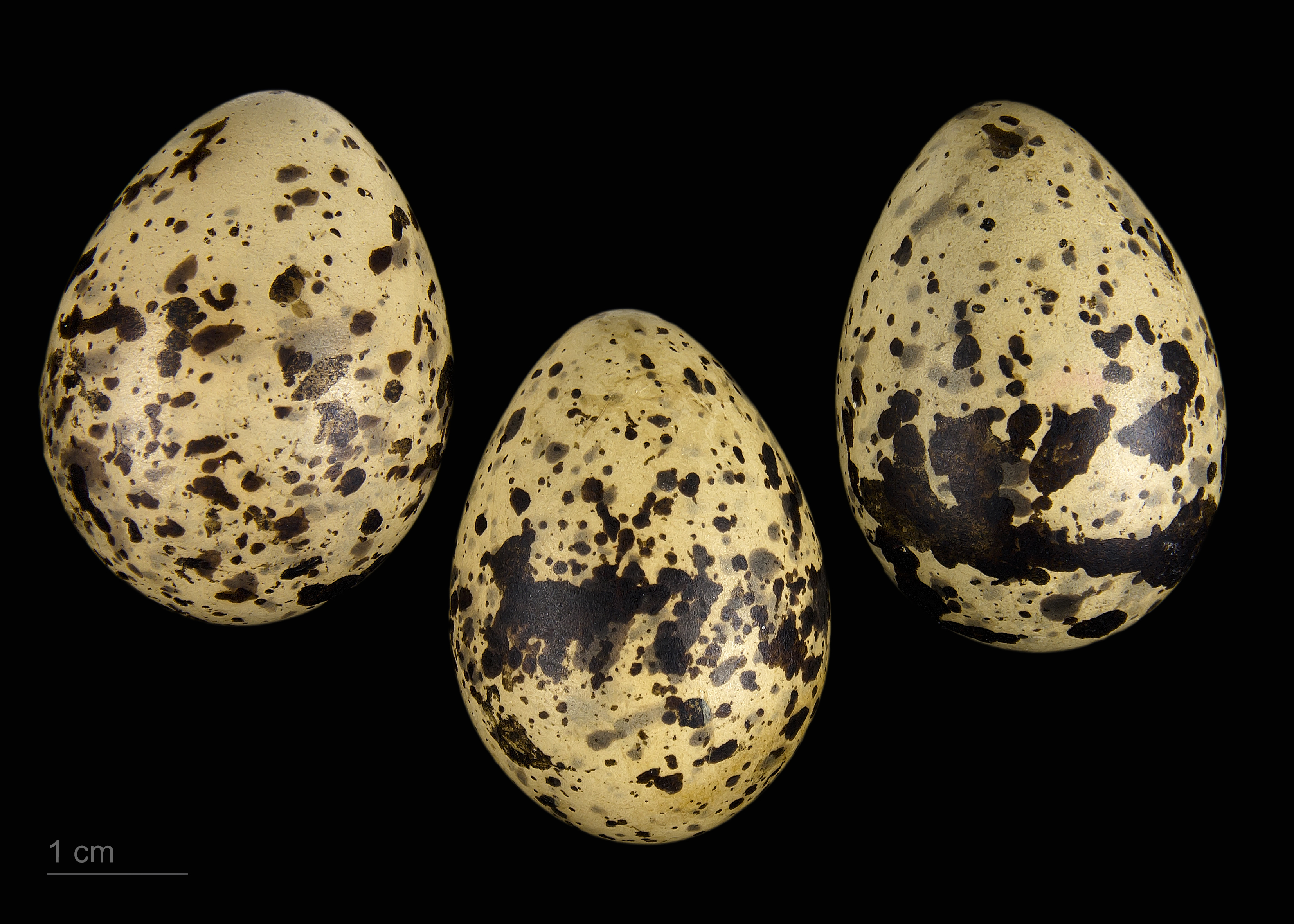
Chlidonias leucopterus

پرستودریایی بال‌سفید (نام علمی: Chlidonias leucopterus) نام یک گونه از تیره کاکاییان است.

## ویژگی‌های ظاهری
پرستوی دریایی تیره ۲۲ سانتی‌متر طول دارد و کوچک‌تر از پرستودریایی تیره است. منقار آن در مقایسه با دومی آشکارا ظریفتر و کوتاهتر است و بسیار راحت‌تر پرواز می‌کند. پرندهٔ بالغ در تابستان‌ها بدن و زیربال‌های سیاه دارد که در تضاد با رنگ خاکستری سفید پرهای پروازش هستند و این آن را از پرستوی دریایی تیره متمایز می‌کند. در زمستان‌ها اما، زیرتنه سفید و روتنه خاکستری کمرنگ است و به سادگی از پرستودریایی سیاه تشخیص داده می‌شود.

## زیستگاه
این پرنده اغلب در آب‌های داخلی زندگی می‌کند و گاه به صورت گذری در کرانه‌های دریاها دیده می‌شود. او آشیانه خود را روی علف‌های شناور روی آب در تالابها و دریاچه‌ها و باتلاق‌ها می‌سازد. در ایران به نسبت فراوان است و در شمال غرب کشور تولد مثل می‌کند.